# Carausius bolivari
Carausius bolivari är en insektsart som först beskrevs av Brunner von Wattenwyl 1907.  Carausius bolivari ingår i släktet Carausius och familjen Phasmatidae. Inga underarter finns listade.